# Shannon Lucid
Shannon Matilda Wells Lucid (n. 14 ianuarie 1943, Shanghai, Wang Jingwei regime⁠(d)) este o biochimistă americană și fost astronaut NASA . La un moment dat, ea a deținut recordul pentru cea mai lungă durată de ședere în spațiu a unui american, precum și a unei femei. Ea a zburat în spațiu de cinci ori, inclusiv o misiune prelungită la bordul stației spațiale Mir în 1996; ea este singura femeie americană care s-a aflat pe stația Mir.

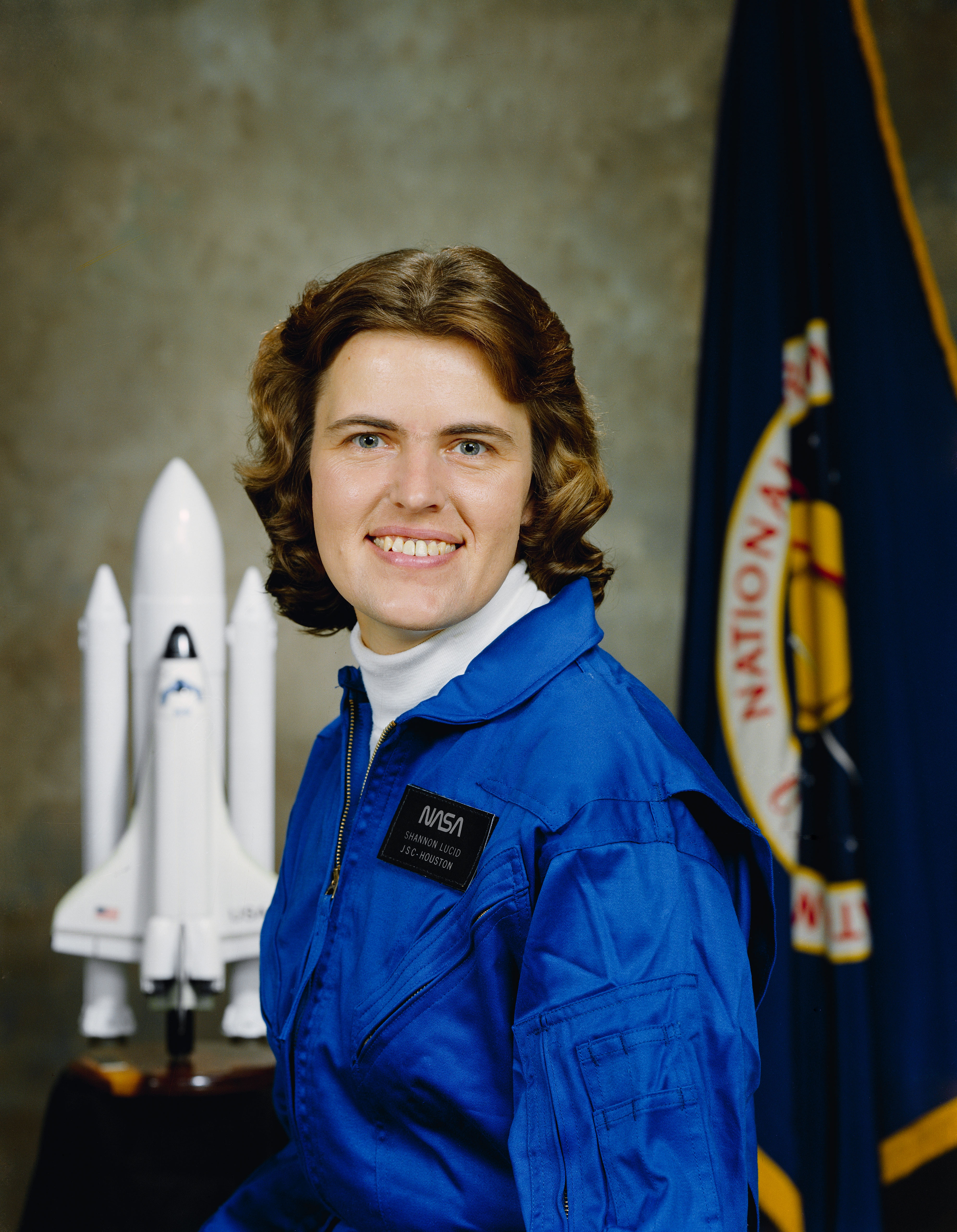
Lucid în 1978